# Манастырский, Антон Иванович
Антон Иванович Манастырский (укр. Антін Іванович Манастирський; 2 ноября 1878, Завалов, Галиция, Австрийская империя — 15 мая 1969, Львов, УССР, СССР) — украинский художник, живописец и график, народный художник Украинской ССР (25.12.1957).

## Биография
Родился в семье почтового чиновника.
С детства воспитывался в атмосфере духовности и любви к национальной культуре, особенно к народной песне.
Начальное образование получил в школе в Станиславове. Затем обучался во Львовской художественно-промышленной школе, а после в Краковской академии изящных искусств.
В 1900 году прошла его первая выставка, устроенная «Товариществом по развитию русского искусства» — обществом украинской интеллигенции, пропагандировавшим народность в изобразительном искусстве. Художник писал пейзажи, бытовые сцены, картины на исторические темы. Он жил и работал во Львове.
С 1940 года Антон Иванович Манастырский был членом Союза художников СССР. В 1953 году ему было присвоено звание заслуженного деятеля искусств Украинской ССР, а в 1957 году — народного художника Украины. В 1952 и 1957 годах во Львове состоялись его персональные выставки.
Он умер 15 мая 1969 года во Львове и был похоронен в семейном склепе на Лычаковском кладбище. В 1978 году на доме по улице Кармелюка, 9 во Львове, где с 1941 по 1969 год проживал художник, была установлена мемориальная плита работы скульптора Эммануила Мисько. В Киеве именем Антона Манастырского названа одна из улиц.

## Награды
- орден Трудового Красного Знамени (24.11.1960)

## Творчество
«Всю жизнь я мечтал, чтобы думы мои, которые я воплощал в своих картинах, были близки и понятны народу».
Антон Манастырский.

Художником был написан цикл картин по мотивам народных песен, в том числе полотна «Ой под рощей, рощей», «Ой одна, я одна», «Ой там, под горой», «Засвит встали казаки», «Ой ходила девушка каемочкой». Использование народнопесенных мотивов в творчестве является особой чертой живописца. В упомянутых композициях выражены изящная пластичность, художественный ритм, поэтичность.
Он также работал в портретном жанре, и является автором картин «Портрет матери», «Портрет тестя», «Портрет Тараса Григорьевича Шевченко», «Автопортрет», «Запорожец», «Пономарь», «Дедушка с Смерекова».
Большую известность приобрели его произведения «На водопое», «На могиле», «Ой под рощей, рощей», «Прощайте, товарищи», «Вчера и сегодня», «Разведчики» и многие другие.
Художником были проиллюстрированы многочисленные книги, в частности «Мила книжечка» (1925) Иванны Блажкевич.
Значительная часть созданных им произведений относится к сакральному искусству. В национальном заповеднике Древний Галич Антон Манастырский отреставрировал иконостас церкви Успения Пресвятой Богородицы.
Художник оставил после себя более двух тысяч работ. Сегодня большая их часть находится в частных собраниях.